# Edmund Morris (peintre)
Pour les articles homonymes, voir Edmund Morris et Morris.
Edmund Morris est un peintre canadien né à Perth (Ontario) le 18 décembre 1871 et mort à Toronto en 1913. 
Il a fréquenté les peintres Maurice Cullen, William Cruikshank et Edmond Dyonnet et a séjourné en leur compagnie à l'île d'Orléans durant l'été 1897.
Plusieurs de ses peintures sont exposées au Musée des beaux-arts du Canada, notamment : Cap Tourmente (1904), Québec (1905), Cove Fields (1906) et Le chef Pied-Noir, Bouclier de fer (1907).
En 1907, il cofonde le Canadian Art Club qui sera dissout en 1913 à la suite de la mort d'Edmund Morris.